# Únětice u Blovic
Únětice (deutsch Aunietitz) ist eine Gemeinde mit 122  Einwohnern in Tschechien. Sie liegt fünf Kilometer westlich  von Blovice und gehört zum Okres Plzeň-jih. Die Katasterfläche beträgt 601 Hektar.

## Geographie
Der Ort befindet sich in 493 m ü. M. auf einem Höhenzug zwischen den Talmulden des Únětický potok und des Lesní potok. Im Nordwesten befindet sich der Teich Hadovka. Fünf Kilometer östlich des Dorfes verläuft die Europastraße 49/Staatsstraße 20 von Pilsen nach Nepomuk.
Nachbarorte sind Střížovice und Chlum im Norden, Seč im Osten, Chocenický Újezd im Süden, Libákovice im Südwesten sowie Řenče im Westen.

## Geschichte
Die erste urkundliche Erwähnung von Únětice erfolgte im Jahre 1358.

## Gemeindegliederung
Für Únětice sind keine Ortsteile ausgewiesen. Zur Gemeinde gehört die Siedlung U Skály und die Försterei Hadovka.

## Sehenswürdigkeiten
- Die wüste Feste Hluboká liegt im Forst südwestlich Únětice an den beiden Quellteichen des Lesní potok. Einer Legende zufolge soll auf einer Insel in dem einen Teich ein verzaubertes Dorf gestanden sein.
- Südlich davon befindet sich gleichfalls im Wald der Felsgrat Čertovo břemeno.